# Рільництво
Рільни́цтво — вирощування польових культур як галузь сільського господарства, складова землеробства (термін «рільництво» може також вживатися як синонім до слова «землеробство»).

## Загальна характеристика
Головна задача галузі рільництва — створити сприятливі умови для раціонального вжитку фотосинтетичної активної радіації та інших факторів життя. Через це формування потужного фото-синтетичного апарату рослин і забезпечення тривалості продуктивної роботи є важливою науковою проблемою, бо між величиною врожаю та площею листків установлено пряму кореляційну залежність.
Залежно від ґрунтово-кліматичних умов, рільництво можна поділити на:
- Меліоративне рільництво — рільництво на меліорованих землях.
- Зрошувальне рільництво — рільництво з використанням різноманітних зрошувальних систем.
- Богарне рільництво — рільництво на посушливих територіях з використанням вологи ранньовесняного періоду.

Ґрунти та рослини є основними об'єктами рільництва.
Містить підгалузі, що потребують обробітку землі під польові культури, а саме:
- зернові культури (пшениця, ячмінь, жито, овес, рис, кукурудза, гречка, сорго тощо);
- зернобобові культури (горох, квасоля, сочевиця, соєві боби та ін.);
- кормові культури (кормові трави, силосні культури, кормові коренеплоди, кормові баштанні культури);
- технічні культури: а) харчові культури (цукровий очерет, цукровий буряк, крахмалоносні культури, лікарські рослини); б) текстильні культури (бавовник, льон, джут, конóплі); в) каучуконоси (гевея);
- овоче-баштанні культури: а) картопля, б) листові культури (капуста, салат, шпинат, кріп, листкова петрушка та ін.); в) плодові культури (томат, огірок, гарбуз, кабачок, патисон, баклажан, перець); г) цибулинні культури (цибуля і часник); д) коренеплоди (морква, столові буряк, пастернак, петрушка, селера, ріпа, редиска, редька та ін.); е) баштанні культури (кавун, диня, гарбуз та ін.);
- олійні та ефіроолійні культури: а) олійні культури (соняшник, рицина, гірчиця, ріпак, кунжут, коноплі, льон, кмин та ін.).

## Землеробство на території України
Див. Поширення землеробства й скотарства на землях України
Відтворювальна економіка складалася, переважно, на місцевій основі, в Закарпатті та в лісостеповій зоні Прикарпаття і Волині землеробсько-скотарську економіку створювано завдяки прийшлому населенню, яке поступово, з V тис. до н. е. мігрувало на ці території з Південної і Центральної Європи. На тривалий час причорноморські степи та Прикарпаття і Волинь стануть своєрідним осередком, з якого елементи відтворювального господарства поширювалися на інші території України.
Разом із тим на значній частині території України досліджені неолітичні пам'ятки V—IV тис. до н. е., на яких у значній кількості знайдені керамічний посуд, шліфовані знаряддя праці (сокири, мотики, долота тощо), пристрої для прядіння і ткацтва. Водночас археологічні дані переконливо свідчать, що мешканці цих поселень не запроваджували ані землеробства, ані скотарства.
Така особливість історичного розвитку населення лісостепової смуги Центральної і Східної України зумовлювалася насамперед, якістю природних ресурсів регіону, які повністю забезпечували прогресивний розвиток суспільства на базі привласнюючої економіки. Багата рибою повноводна річкова мережа лісостепу, теплий клімат і родючі ґрунти створювали сприятливі умови для розвитку рослинності та тваринного світу. Запас зоомаси тут уп'ятеро перевищував зоомасу степів.
Природне оточення, багате на життєві ресурси, давало можливість громадам не тільки забезпечувати себе потрібними продуктами споживання, а й отримувати їх у значно більшій кількості. Це сприяло розвиткові раціональних знань та духовної культури, що знайшло своє відображення в зазначених новаціях.
Поступово і в ці райони України проникають елементи відтворної економіки. Різними шляхами до III тис. до н. е. більша частина населення, що мешкала на території України, тією чи іншою мірою засвоїла землеробство і скотарство. Однак переважаючим чинником життєзабезпечення населення на всій території України землеробство і скотарство стали значно пізніше.